# ژان پیر اسکالت
ژان پیر اسکالت (انگلیسی: Jean-Pierre Escalettes؛ زادهٔ ۲۹ مهٔ ۱۹۳۵) بازیکن فوتبال اهل فرانسه است.